# L'Animal (film)
Pour les articles homonymes, voir Animal (homonymie).
Pour plus de détails, voir Fiche technique et Distribution.
L'Animal est une comédie française réalisée par Claude Zidi et sortie au cinéma en 1977.

## Synopsis
Cascadeur professionnel travaillant pour le cinéma, Michel Gaucher, alias « Mike », travaille avec sa fiancée Jane Gardner. Toutefois, le jour de leur mariage, prévu de longue date, ils sont appelés afin d'exécuter une cascade en voiture pour un film, qui va mal se dérouler : un problème de freins provoque la chute de leur voiture depuis l'esplanade du Sacré-Coeur, ce qui leur vaut de se retrouver à l'hôpital avec polytraumatismes, vertèbres et membres cassés, contusions et fracture du crâne. Une fois rétablis, excédée par le comportement de son fiancé, Jane le quitte et Michel n'arrive plus à trouver d'emploi dans le milieu du cinéma. Il est contraint de simuler une débilité mentale et de s'inventer une famille pour toucher des indemnités de la sécurité sociale. Un jour, Santos, un ami cascadeur, lui demande de le remplacer de temps en temps, en se déguisant en gorille dans un supermarché pour une publicité pour des pâtes.
La chance finit par sourire à Michel puisqu'il est engagé, à prix d'or, afin d'assurer les cascades de Bruno Ferrari, star du grand écran aux manières un peu efféminées dont il s'avère être le sosie craché. Ferrari, tournant un film d'action, souffre de vertige, se retrouvant dans l'incapacité d'exécuter les séquences dangereuses. Michel n'hésite pas à se débarrasser de sa partenaire cascadeuse afin de faire engager Jane, qui s'est amourachée du comte de Saint-Prix. Ayant eu vent de la nouvelle, Michel entre par effraction chez le comte qui donne un grand dîner en l'honneur de Jane, se faisant passer pour un serveur, afin de proposer de travailler à nouveau ensemble. Quand il entend le comte demander Jane en mariage, il la quitte mais sa révérence finale tourne mal. Bien malgré lui, Michel sabote le dîner mais arrache à Jane la promesse de faire le film.
Prêt à tout pour reconquérir Jane, Michel se fait passer pour Ferrari, qui de son côté est tombé sous le charme de « Mike ». N'étant pas dupe, la jeune femme joue toutefois le jeu, qui tourne court. Michel doit exécuter une dangereuse cascade sur l'aile d'un avion, devant un parterre de journalistes qui croit voir Ferrari. Après avoir sauvé Michel d'une chute fatale, Jane rejoint le comte de Saint-Prix pour l'épouser. Parallèlement, la presse découvre que Ferrari n'effectue pas lui-même ses cascades.
Alors que la cérémonie de mariage a lieu au château du comte, Michel, déguisé en gorille, surgit et effraie les invités avec les animaux de la propriété. Il repart avec Jane, qui choisit finalement de faire sa vie avec Michel.

## Fiche technique
- Titre : L'Animal
- Réalisation : Claude Zidi
- Scénario : Claude Zidi, Michel Audiard et Dominique Fabre
- Dialogue : Michel Audiard
- Musique : Vladimir Cosma
- Image : Claude Renoir
- Montage : Monique Isnardon et Robert Isnardon
- Son : Bernard Aubouy
- Décors : Théobald Meurisse
- Robes de Raquel Welch : Jean-Louis Scherrer et Gérard Blaise
- Régleur de cascades : Rémy Julienne, Claude Carliez
- Création des effets spéciaux : Christian Bourqui, Marcel Laude
- Production : Christian Fechner et René Malo
  - Production délégué : Bernard Artigues
- Pays d'origine :  France
- Tournage : 
  - Budget : 25 millions de francs[1] (soit environ 15,9 millions d'euros en 2022[2])
  - Studios et auditorium : Paris-Studios-Cinéma (Studios de Billancourt)
  - Langue : français
  - Extérieurs : Paris 8e et 18e
- Format : couleur — 35 mm — 2,35:1 — son monophonique
- Durée : 100 minutes
- Date de sortie : 5 octobre 1977
- Affiches : Yves Thos, René Ferracci (France)

## Distribution
- Jean-Paul Belmondo : Michel Gaucher / Bruno Ferrari
- Raquel Welch (doublée vocalement en français par Danielle Volle) :
Jane Gardner
- Charles Gérard : Hyacinthe
- Julien Guiomar : Fechner
- Aldo Maccione : Sergio Campanese
- Dany Saval : Doris
- Raymond Gérôme : le comte de Saint-Prix
- Henri Génès : Camille, le patron du bistrot
- Jane Birkin : la vedette féminine
- Johnny Hallyday : la vedette masculine[3]
- Claude Chabrol : le metteur en scène
- Yves Mourousi : lui-même
- Mario David : Santos, le gitan
- Jacques Alric : le maître d'hôtel
- Henri Attal : un assistant
- Josiane Balasko : la fille du supermarché
- Maurice Auzel : le concierge au téléphone
- Maurice Bénichou : le valet
- Edouard Bergara : le coiffeur de Bruno
- Paul Bisciglia : le gardien
- Richard Bohringer : l'assistant-réalisateur
- Patrice Melennec : l'agent de police
- Anne-Marie Coffinet : la patronne du bistrot
- Raphaële Devins : Solange, la cascadeuse
- Isabelle Duby : la barmaid
- Martine Ferrière : l'assistante sociale
- Georges Riquier : le médecin-inspecteur de la Sécurité sociale
- Jean-Jacques : le valet de Bruno Ferrari
- Fred Personne : le maire du 18e
- Jean-Jacques Moreau : le chauffeur de taxi
- Didier Flamand : le cousin de Saint-Prix
- Gilles Kohler : le chauffeur de Bruno
- André Penvern : Stanislas, le directeur de production
- Xavier Saint-Macary : le chauffeur de Saint-Prix
- Agathe Vannier : la fille du bistrot
- Michel Tugot-Doris : un client du bistrot
- Valentin Louis : l'ambassadeur d'Afrique
- Samson Fainsilber : le vieux maquilleur russe

## Production

### Genèse et développement
En 1977, Jean-Paul Belmondo, qui avait tourné deux films policiers l'année précédente, L'Alpagueur et Le Corps de mon ennemi, qui ne furent pas de grands succès commerciaux, décide de tourner une comédie, ce qui deviendra L'Animal : 

« J’aime bien faire alterner les styles, et un peu de mouvement de temps en temps ça fait du bien. Mais cette fois la partie action et la partie comédie sont à égalité et je vais pouvoir me donner à fond dans les deux genres puisque je joue un double rôle, celui d’un cascadeur et celui d’une grande vedette dont il est la doublure »

— Jean-Paul Belmondo.
Le film, réalisé par Claude Zidi, est produit par Christian Fechner, qui vient de connaître des triomphes au box-office lors de ses cinq précédentes collaborations avec le réalisateur, notamment L'Aile ou la Cuisse, mettant à disposition un budget important, le plus gros jamais alloué à un film français. Michel Audiard, scénariste et dialoguiste de L'Animal, aime l'idée de départ, qui est d'opposer « deux Belmondo », l'un «  gentil, drôle, audacieux »  et l'autre, l'« l’anti-Belmondo, bellâtre, efféminé, avec de faux airs à la Valentino et roulant des mécaniques comme Burt Reynolds ». Si Zidi reconnaît qu'Audiard a écrit de bons dialogues, il trouve que le célèbre dialoguiste écrivait ses scènes comme « des règlements de comptes ».

### Choix d'acteurs
Pour le casting, on retrouve des seconds rôles, parmi lesquels Charles Gérard, également ami de Belmondo, Julien Guiomar, Aldo Maccione et Raymond Gérôme. On peut voir dans de petits rôles de futures célébrités comme Richard Bohringer (l'assistant-réalisateur) et Josiane Balasko (la fille du supermarché), ainsi que Claude Chabrol (pour qui Claude Zidi fut cameraman), où il apparaît au début du film, sur un faux tournage réalisé par ce dernier avec en vedettes Johnny Hallyday et Jane Birkin.
L'américaine Raquel Welch est choisie pour le rôle de la cascadeuse Jane Gardner, fiancée de Michel. Welch ne parlant pas français, il a été nécessaire de faire doubler sa voix. La comédienne Danielle Volle se charge de cette mission. Contrairement à Jean-Paul Belmondo, Raquel Welch n'effectue pas elle-même les cascades de son personnage, une doublure la remplace à chaque changement de plan.
Dans l'équipe technique, Jean-Jacques Beineix, futur réalisateur de Diva et 37°2 le matin était premier assistant sur ce film, ayant déjà collaboré à deux reprises avec Zidi (La Course à l'échalote et L'Aile ou la Cuisse).

### Tournage
Comme à son habitude à l'époque, Jean-Paul Belmondo a effectué lui-même les cascades du film sous la direction de Claude Carliez. Il lui en coûtera de nombreuses blessures : foulure de la cheville (les tonneaux sur les marches du Sacré-Cœur), déchirure à la jambe et entorse (les chutes dans l'escalier), morsure à l'oreille (le corps à corps avec le tigre). La cascade aérienne fut tournée en dernier, les sociétés d'assurance refusant de prendre en charge une scène aussi risquée, mais heureusement tout se passa bien et Jean-Paul Belmondo put ainsi réaliser un vieux rêve d'enfance.